# Livingston Football Club
Il Livingston Football Club, meglio noto come Livingston, è una società calcistica scozzese con sede nella città di Livingston, nel Lothian Occidentale, militante in Scottish Premiership, secondo livello del calcio scozzese.
Nel suo palmarès c'è una Scottish League Cup vinta nella stagione 2003-04.

## Storia

### Ferranti Thistle (1943–1974)
La squadra fu fondata nel 1943 come Ferranti Thistle, dal nome di una allora nota azienda di elettronica. Inizialmente giocò nella East of Scotland Football League, disputando le partite interne a Edimburgo.
Nel 1972 divenne membro della SFA e fece il suo debutto in Scottish Cup.
Nel 1974, sette anni dopo il fallimento del Third Lanark e in vista dell'introduzione di un nuovo formato dei campionati nazionali, si dovette colmare il posto vacante nella Scottish Football League. Il Ferranti Thistle batté la concorrenza di altre squadre semiprofessionistiche e venne ammessa alla Division Two, ma per prenderne parte il club fu costretto a cambiare il nome (per regole di sponsor) e lo stadio (il City Ground non aveva i requisiti minimi). Si insediò dunque al Meadowbank Stadium, costruito nel 1970. Dopo una campagna promossa dall'Edinburgh Evening News per la squadra fu scelto il nome di Meadowbank Thistle, approvato dalla SFL in tempo per la nuova stagione.

### Meadowbank Thistle (1974–1995)
Avendo poco tempo a disposizione, il primo presidente dei Meadowbank Thistle, John Bain, compì un'operazione tutta in salita per poter formare una squadra competitiva per la nuova stagione, che iniziò con l'esordio in Scottish League Cup, in cui arrivò ultimo nel proprio girone con 0 punti e cinque sconfitte. In campionato si classificò 18° su 20 squadre totali e fu relegato nella nuova terza serie, la Second Division.
Dopo le prime stagioni senza risultati di rilievo, negli anni ottanta ebbe un periodo di maggior successo: nel 1983 riuscì a salire in Scottish First Division, dalla quale retrocesse due anni dopo; nel 1987 vinse la Second Division ottenendo una nuova promozione in First Division; terminò in seconda posizione il campionato seguente ma non venne promosso a causa di una riforma dei campionati. All'inizio degli anni novanta il club cadde in gravi difficoltà finanziarie, che lo portarono a retrocedere nel 1993 in Second Division e due anni più tardi in Third Division. Il club, a serio rischio di fallimento, si trasferì nella città di Livingston e nel suo Almondvale Stadium, nonostante le contestazioni dei sostenitori per aver lasciato Edimburgo; quindi cambiò nome in Livingston Football Club.

### Livingston (1995-oggi)
Nonostante le premesse, la prima stagione del nuovo club si concluse con la vittoria della Third Division 1995-96. Tre anni dopo il Livingston vinse anche la Second Division 1998-99 e ottenne un'altra promozione in First Division. Seguì un ulteriore primo posto nella First Division 2000-01 e l'approdo nella massima serie scozzese, dopo appena sei anni dalla rifondazione. La stagione d'esordio in Scottish Premier League si concluse in terza posizione con 58 punti, dietro a Celtic e Rangers, valevole per la qualificazione nella successiva Coppa UEFA, dalla quale uscì al primo turno contro lo Sturm Graz, mentre in campionato non riuscì a ripetersi e infine si classificò nono.
Nel 2004 il Livingston conquistò il suo primo trofeo nazionale, vincendo la Scottish League Cup contro l’Hibernian. Tuttavia già dalla stagione successiva comparvero problemi finanziari che ebbero i loro effetti sulle prestazioni sportive: in Scottish Premier League 2005-2006 il club arrivò ultimo e retrocesse in First Division, tre anni più tardi fu relegato d'ufficio in Third Division, dopo vari passaggi di proprietà che non risolsero la crisi.
Ripartita dal livello più basso, la squadra risalì rapidamente e con due promozioni consecutive tornò in First Division già nella stagione 2011-12. Cinque anni dopo retrocesse, ma con un’altra doppia promozione (1° in League One e poi 2° in Championship) il Livingston ha completato la risalita riconquistando nella stagione 2017-18 la massima serie.
In Premiership 2018-19 disputa un buon inizio di campionato, tanto da installarsi al terzo posto dietro a Hearts e Hibernian. Successivamente la rimonta di squadre rimaste attardate (tra cui Celtic e Rangers) e un calo sul piano dei risultati fanno scendere il Livingston dapprima a metà classifica e, nell'ultima parte di campionato, al nono posto, comunque sempre a distanza di sicurezza dalla zona retrocessione.
Nel campionato 2019-20, interrotto per la pandemia di COVID-19, si piazza al quinto posto. Nella stagione successiva perde la finale di Coppa di Lega, per 0-1 contro il St. Johnstone, e arriva sesto in Premiership. Nel campionato 2021-22 conclude in settima posizione, e conclude ottavo in quella successiva. La stagione 2023-2024 si conclude però con un ultimo posto in campionato regolare e poule finale, con conseguente retrocessione dopo sei stagioni di Premiership.

## Colori e simboli
I colori sociali del Livingston sono il giallo e il nero. La tonalità di giallo non è uniforme e nel corso degli anni le divise da gioco ne hanno proposte diverse, dal giallo "puro", al giallo oro, all'ambra o allo zafferano, spingendosi in alcuni casi fino all'arancione.

## Stadio
Dal 1995 il Livingston disputa le partite casalinghe all'Almondvale Stadium, che attualmente ha una capienza di 9.512 persone.

## Allenatori
- 1995-97  Jim Leishman
- 1997-00  Ray Stewart
- 2000-03  Jim Leishman
- 2003  Marcio Maximo Barcellos
- 2003-04  David Hay
- 2004  Allan Preston
- 2004-05  Richard Gough
- 2005-06  Paul Lambert
- 2006  Alec Cleland
- 2006-07  John Neilson Robertson
- 2007  Dave Bowman
- 2007-08  Mark Proctor
- 2008  Roberto Landi
- 2008-09  Paul Hegarty
- 2009  David Hay
- 2009  John Murphy
- 2009-12  Gary Bollan
- 2012  Brian Welsh
- 2012  John Hughes
- 2012-13  Gareth Evans
- 2013  Richard Burke
- 2013-14  John McGlynn
- 2014-15  Mark Burchill
- 2015-18  David Hopkin
- 2018  Kenny Miller
- 2018-20  Gary Holt
- 2020-  David Martindale

## Palmarès
compreso Ferranti Thistle, Meadowbank Thistle e Livingston

### Competizioni nazionali
- Coppa di Lega scozzese: 1

2003-2004
- Scottish Challenge Cup: 2

2014-2015, 2024-2025
- Scottish First Division: 1

2000-2001
- Scottish Second Division: 4

1985-1986, 1998-1999, 2010-2011, 2016-2017
- Scottish Third Division: 2

1995-1996, 2009-2010

### Altri piazzamenti
- Campionato scozzese:

Terzo posto: 2001-2002
- Coppa di Scozia:

Semifinalista: 2000-2001, 2003-2004
- Coppa di Lega scozzese:

Finalista: 2020-2021
Semifinalista: 1984-1985, 2005-2006
- Scottish Championship:

Secondo posto: 1987-1988, 2017-2018, 2024-2025
- Scottish Challenge Cup:

Finalista: 2000-2001
Semifinalista: 1992-1993, 1993-1994, 1999-2000, 2011-2012

## Statistiche e record

### Partecipazione ai campionati
come Meadowbank Thistle e Livingston
| Livello | Categoria                | Partecipazioni | Debutto   | Ultima stagione | Totale |
| ------- | ------------------------ | -------------- | --------- | --------------- | ------ |
| 1°      | Scottish Premier League  | 5              | 2001-2002 | 2005-2006       | 11     |
| 1°      | Scottish Premiership     | 6              | 2018-2019 | 2023-2024       | 11     |
| 2°      | Scottish Division Two    | 1              | 1974-1975 | 1974-1975       | 21     |
| 2°      | Scottish First Division  | 15             | 1983-1984 | 2012-2013       | 21     |
| 2°      | Scottish Championship    | 5              | 2013-2014 | 2024-2025       | 21     |
| 3°      | Scottish Second Division | 16             | 1975-1976 | 2010-2011       | 17     |
| 3°      | Scottish League One      | 1              | 2016-2017 | 2016-2017       | 17     |
| 4°      | Scottish Third Division  | 2              | 1995-1996 | 2009-2010       | 2      |

#### Campionati Semiprofessionistici
come Ferranti Thistle
| Livello   | Categoria                        | Partecipazioni | Debutto   | Ultima stagione | Totale |
| --------- | -------------------------------- | -------------- | --------- | --------------- | ------ |
| Regionale | East of Scotland Football League | 21             | 1953-1954 | 1973-1974       | 21     |

### Record di squadra
- Miglior vittoria: 8-0 vs Stranraer, 4 agosto 2012
- Miglior vittoria in casa: 7-1 vs Clyde, 14 dicembre 2009
- Peggior sconfitta: 0-7 vs Hibernian, 8 febbraio 2006
- Peggior sconfitta (Meadowbank): 0-8 vs Hamilton Academical, 14 dicembre 1974
- Partita con più spettatori: 10.112 in Livingston-Rangers, 27 ottobre 2001

## Organico

### Rosa 2023-2024
Aggiornata al 17 marzo 2024.
| N. |                        | Ruolo | Calciatore       |
| -- | ---------------------- | ----- | ---------------- |
| 1  | Inghilterra (bandiera) | P     | Shamal George    |
| 2  | Irlanda (bandiera)     | D     | Shaun Donnellan  |
| 3  | Colombia (bandiera)    | C     | Cristian Montaño |
| 4  | Inghilterra (bandiera) | C     | David Carson     |
| 5  | Australia (bandiera)   | D     | Ryan McGowan     |
| 6  | Inghilterra (bandiera) | C     | Ayo Obileye      |
| 8  | Scozia (bandiera)      | C     | Scott Pittman    |
| 9  | Scozia (bandiera)      | A     | Bruce Anderson   |
| 10 | Scozia (bandiera)      | C     | Stephen Kelly    |
| 11 | Scozia (bandiera)      | C     | Dan MacKay       |
| 12 | Scozia (bandiera)      | D     | Jamie Brandon    |
| 15 | Scozia (bandiera)      | C     | Lewis Smith      |
| 16 | Scozia (bandiera)      | A     | Andy Winter      |
| 17 | Sudafrica (bandiera)   | C     | Aphelele Teto    |

| N. |                                | Ruolo | Calciatore         |
| -- | ------------------------------ | ----- | ------------------ |
| 18 | Scozia (bandiera)              | C     | Jason Holt         |
| 19 | Inghilterra (bandiera)         | A     | Joel Nouble        |
| 20 | Stati Uniti (bandiera)         | C     | Mo Sangare         |
| 21 | Saint Kitts e Nevis (bandiera) | D     | Michael Nottingham |
| 22 | Scozia (bandiera)              | C     | Andrew Shinnie     |
| 23 | Irlanda del Nord (bandiera)    | P     | Michael McGovern   |
| 24 | Scozia (bandiera)              | D     | Sean Kelly         |
| 28 | Inghilterra (bandiera)         | A     | Kurtis Guthrie     |
| 29 | Scozia (bandiera)              | D     | James Penrice      |
| 32 | Scozia (bandiera)              | P     | Jack Hamilton      |
| 33 | Australia (bandiera)           | A     | Tete Yengi         |
| 39 | Guinea-Bissau (bandiera)       | A     | Esmaël Gonçalves   |
| 40 | Irlanda (bandiera)             | C     | Jaze Kabia         |